# 英雄の生涯
『英雄の生涯』（えいゆうのしょうがい、Ein Heldenleben）作品40は、リヒャルト・シュトラウスが作曲した交響詩。『ドン・ファン』から始まるリヒャルト・シュトラウスの交響詩の最後の作品である。

## 概要

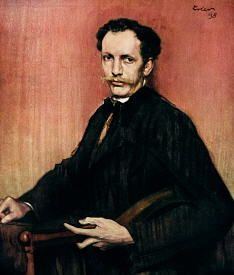
リヒャルト・シュトラウス（フリッツ・エルラー画）

副題に “Tondichtung für großes Orchester” （大管弦楽のための交響詩）とあるように、演奏するには105名から成る4管編成のオーケストラが必要となる。またオーケストレーションが頂点に達している曲とも言われ、技術的にもオーケストラにとって演奏困難な曲の一つに数えられており、オーケストラの実力が試される曲としても知られている。
この曲の「英雄」とはリヒャルト・シュトラウス自身を指すと言われているが、作曲者本人は「それを知る必要はない」としており、この曲にプログラムがあることを言明していない。
この曲はベートーヴェンの交響曲第3番『英雄』（エロイカ）と同じ変ホ長調を主調としている。シュトラウスは日記に作曲の進捗を記しているが、そこでは最終的なタイトルを "Ein Heldenleben" と決めるまで、この曲のことを "Eroica" と呼んでいた。友人に宛てた手紙でも「近頃ベートーヴェンの英雄交響曲は人気がなく、演奏されることも少ない」と冗談を言い、「そこで今、代わりとなる交響詩を作曲している」と述べている。またこの曲では、シュトラウスの他の作品からの引用（後述）とともに、ベートーヴェンの『英雄』のフレーズも断片的に引用されている。
1898年の8月2日から12月27日にわたって作曲された。ウィレム・メンゲルベルクとアムステルダム・コンセルトヘボウ管弦楽団に献呈されている。
1899年3月3日、作曲者自身の指揮、フランクフルト・ムゼウム管弦楽団により初演された。

## 構成
ソナタ形式を基本として作曲されているが、形式的にはかなり自由な形態によっている。曲は6つの部分から成り、切れ目なく演奏される。通常下記のように分けられているが、スコア上には分類及び副題は記されていない。その為、発売されている演奏のCDでのトラックの分け方や副題の表記等も統一されていない。演奏時間は約45分。
1. Der Held （英雄）
2. Des Helden Widersacher （英雄の敵）
3. Des Helden Gefährtin （英雄の伴侶）
4. Des Helden Walstatt （英雄の戦場）
5. Des Helden Friedenswerke （英雄の業績）
6. Des Helden Weltflucht und Vollendung der Wissenschaft （英雄の隠遁と完成）

なお、曲の最後の部分は、ヴァイオリンとホルンのソロが静かに消え入るように終わる第1稿と、一度金管群の和音で雄大に盛り上がってから終わる第2稿がある。第1稿による演奏は珍しく、ほとんどが第2稿によって演奏されるが、サヴァリッシュ、ハイダー、ファビオ・ルイージは第1稿による録音を残している。
| 木管   | 木管                               | 金管      | 金管                               | 打        | 打                                                         | 弦        | 弦        |
| ------ | ---------------------------------- | --------- | ---------------------------------- | --------- | ---------------------------------------------------------- | --------- | --------- |
| Fl.    | 3, ピッコロ 1                      | Hr.       | 8                                  | Timp.     | 1人                                                        | Vn.1      | 16        |
| Ob.    | 4 (イングリッシュホルン持ち替え 1) | Trp.      | 5 (Es管 2, B管 3)                  | 他        | バスドラム、シンバル、スネアドラム、テナードラム、タムタム | Vn.2      | 16        |
| Cl.    | B管 2, Es cl 1, バスクラリネット 1 | Trb.      | 3                                  | 他        | バスドラム、シンバル、スネアドラム、テナードラム、タムタム | Va.       | 12        |
| Fg.    | 3, コントラファゴット 1            | Tub.      | テノールチューバ 1, バスチューバ 1 | 他        | バスドラム、シンバル、スネアドラム、テナードラム、タムタム | Vc.       | 12        |
| 他     |                                    | 他        |                                    | 他        | バスドラム、シンバル、スネアドラム、テナードラム、タムタム | Cb.       | 8         |
| その他 | その他                             | ハープ2台 | ハープ2台                          | ハープ2台 | ハープ2台                                                  | ハープ2台 | ハープ2台 |

### 英雄
以下、練習番号はロイカルト社のスコアによる。
前奏はなく、いきなり低弦とホルンの強奏で雄渾な英雄のテーマが提示される。これは英雄の情熱・行動力を表す重要なテーマである。英雄のテーマは力を増していき、その頂点で突如休止する。

### 英雄の敵
練習番号13 - 9小節目
スケルツォに相当する。木管群により嘲笑するような動機が提示される。これは作曲者シュトラウスに対する先輩・同輩・後輩、さらには評論家や無理解な聴衆からの非難を表している。敵の非難は勢いを増し、英雄は一時落胆するが、やがて力強く再起する。

### 英雄の伴侶
練習番号22 - 2小節目
緩徐楽章に相当する。独奏ヴァイオリンが伴侶のテーマを提示する。愛する女性の出現にもかかわらず英雄は行動を続けようとするが、次第に彼女に心惹かれていく。伴侶のテーマも英雄に惹かれたり、英雄を拒否するようなそぶりを見せたりする。やがて2人の心は一つになり、壮大な愛の情景が描かれる。敵のテーマが回帰し英雄を嘲笑するが、愛を得た英雄は動じない。

### 英雄の戦場
練習番号42
展開部に相当する。突如舞台裏からトランペットが鳴り響き、敵との戦いが始まる。敵を表す強力無比な金管群・木管群が舌鋒鋭く英雄を非難するが、英雄（低弦とホルン）は雄々しく戦う。伴侶（ヴァイオリン）も英雄を支えている。これまでのテーマ、動機が存分に扱われ、展開される。ティンパニ、バスドラム、テナードラムの乱打も加わり、すさまじい戦いのシーンが繰り広げられる。英雄の自信に満ちた行動に敵は圧倒され、英雄の一撃で敵は総崩れになる。英雄の華々しい勝利が歌い上げられ、英雄と伴侶は手を携えて登場する。

### 英雄の業績
練習番号80
再現部とコーダの前半部分に相当する。ホルンにより交響詩『ドン・ファン』のテーマが、弦により交響詩『ツァラトゥストラはかく語りき』のテーマが奏され、引き続いて『死と変容』『ティル・オイレンシュピーゲルの愉快ないたずら』『マクベス』『ドン・キホーテ』など、それまでのシュトラウスの作品が次々と回想される。次第にテンポがゆっくりになり、英雄は自己の内部を見つめるようになる。

### 英雄の隠遁と完成
練習番号98
イングリッシュホルンによる牧童の笛が鳴り響き、田園の情景が描かれる。『ドン・キホーテ』終曲のテーマが引用され、年老いた英雄の諦念が表される。英雄は田舎に隠棲し、自らの来し方を振り返っている。過去の戦いを苦々しく振り返ったりもする。英雄はさらに自己の内部に沈潜していく。やがて英雄は年老いた伴侶に看取られながら、静かに世を去る。

## 出版
ロイカルト社（Verlag von F.E.C.Leucart München）

## その他
- リヒャルト・シュトラウス自身による指揮、ウィーン・フィルハーモニー管弦楽団によるこの曲のライヴ録音が残されている（1944年6月15日のシュトラウス生誕80周年記念演奏会の録音）。
- 「英雄の伴侶」の部分を中心に、技巧的なヴァイオリン・ソロが活躍するが、これは通常コンサートマスターによって演奏される。